# Malin Moström
Malin  Sofi Moström (ur. 1 sierpnia 1975 w Örnsköldsvik) – szwedzka piłkarka, zawodniczka szwedzkiego klubu Umeå IK i reprezentacji Szwecji, uczestniczka Letnich Igrzysk Olimpijskich 2004 w Atenach (Szwecja zajęła IV miejsce), półfinalistka Mistrzostw Europy 2005.